# Emile Bertaux
Émile Charles Grégoire Bertaux (Gosselies 14 januari 1843 - 28 mei 1911) was een Belgisch volksvertegenwoordiger.

## Levensloop
Van beroep handelaar, werd Bertaux in 1878 gemeenteraadslid van Gosselies en was van 1879 tot 1900 burgemeester van die gemeente.
In 1900 werd hij verkozen tot liberaal volksvertegenwoordiger voor het arrondissement Charleroi en zetelde in de Kamer tot 1904.
Er is een Place Emile Bertaux in Gosselies. Hij woonde op die plek in een groot herenhuis, dat in 1929 werd aangekocht door de Broeders van de Christelijke Scholen, voor de uitbreiding van het Institut Saint-Joseph.